# Frain
Frain ist eine französische Gemeinde mit 125 Einwohnern (Stand: 1. Januar 2022) im Département Vosges in der Region Grand Est. Sie gehört zum Arrondissement Neufchâteau und zum Gemeindeverband Les Vosges côté Sud-Ouest.

## Geografie

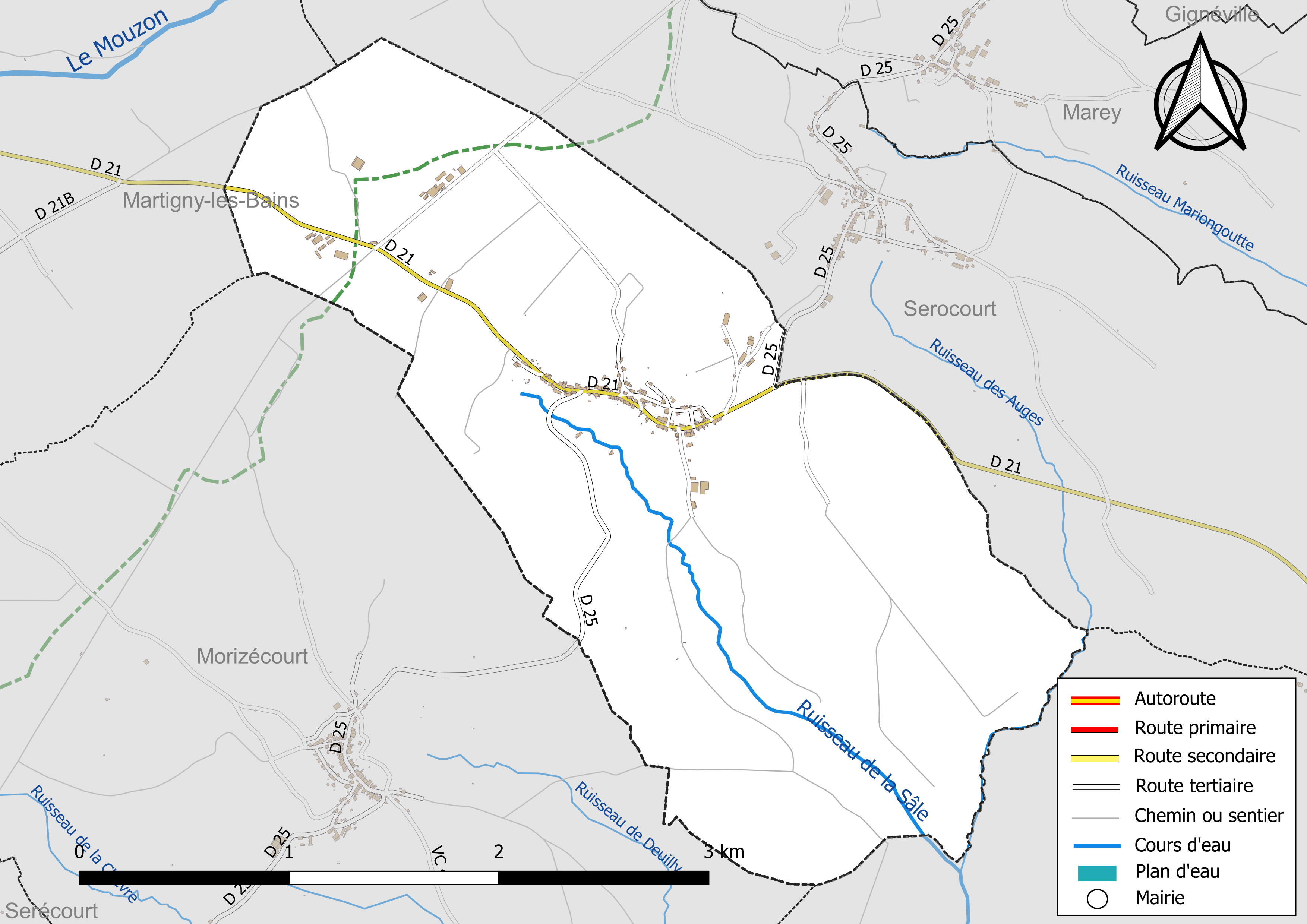
Gewässer und Straßen der Gemeinde

Die Gemeinde Frain liegt im Süden Lothringens, etwa 14 Kilometer südwestlich von Vittel und etwa 45 Kilometer westsüdwestlich von Épinal. Der Ruisseau du Vilain Rupt, der in Frain entspringt und im weiteren Verlauf Ruisseau de la Sâle heißt, ist ein Nebenfluss der oberen Saône. 
Umgeben wird Frain von den Nachbargemeinden Serocourt im Norden und Osten, Tignécourt im Südosten, Morizécourt im Südwesten sowie Martigny-les-Bains im Nordwesten.

## Bevölkerungsentwicklung
| Jahr      | 1962 | 1968 | 1975 | 1982 | 1990 | 1999 | 2010 | 2021 |
| Einwohner | 186  | 184  | 188  | 166  | 144  | 147  | 144  | 126  |

Im Jahr 1836 wurde mit 477 Bewohnern die bisher höchste Einwohnerzahl ermittelt. Die Zahlen basieren auf den Daten von cassini.ehess und INSEE.

## Sehenswürdigkeiten

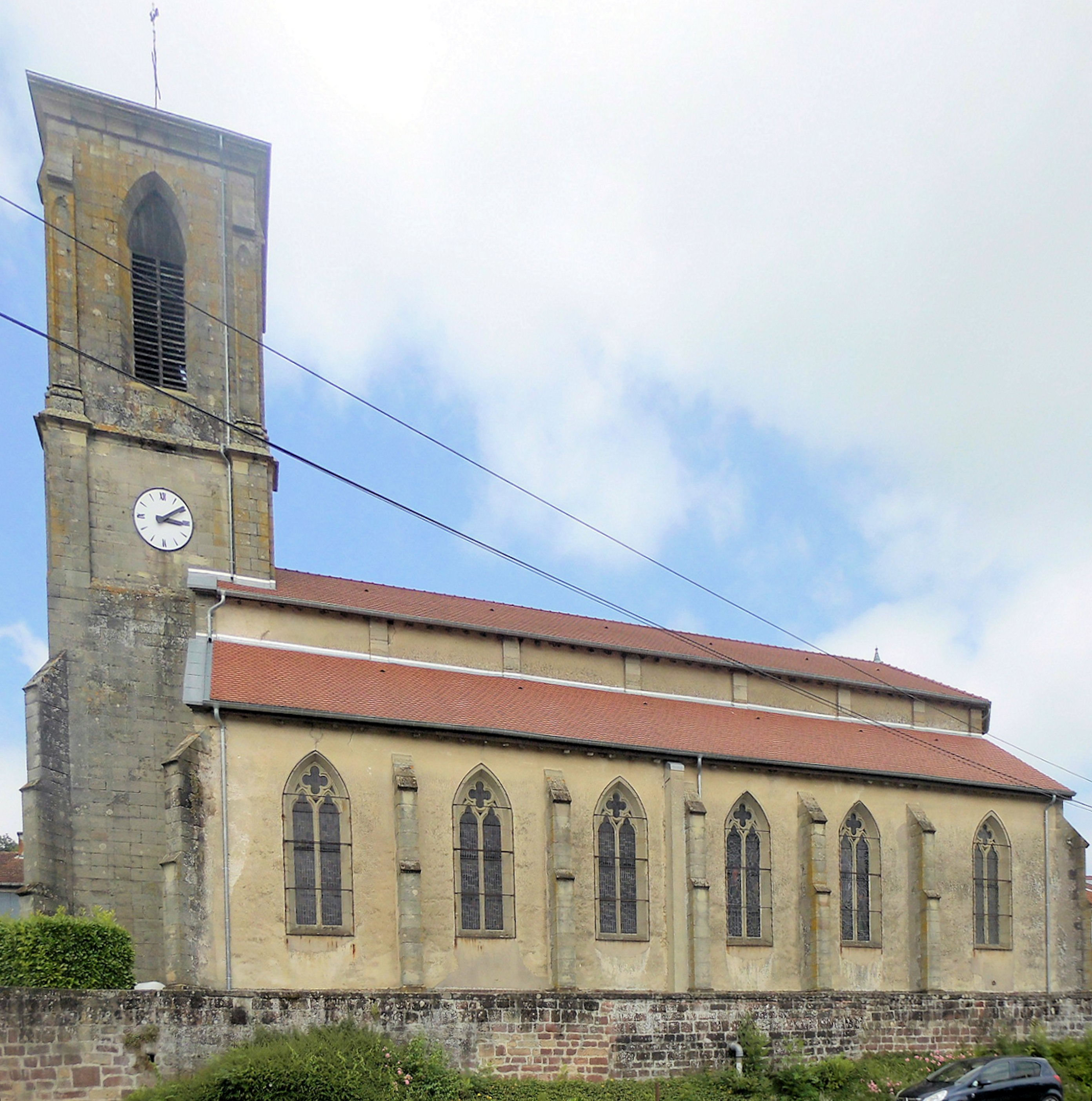
Kirche Saint-Martin
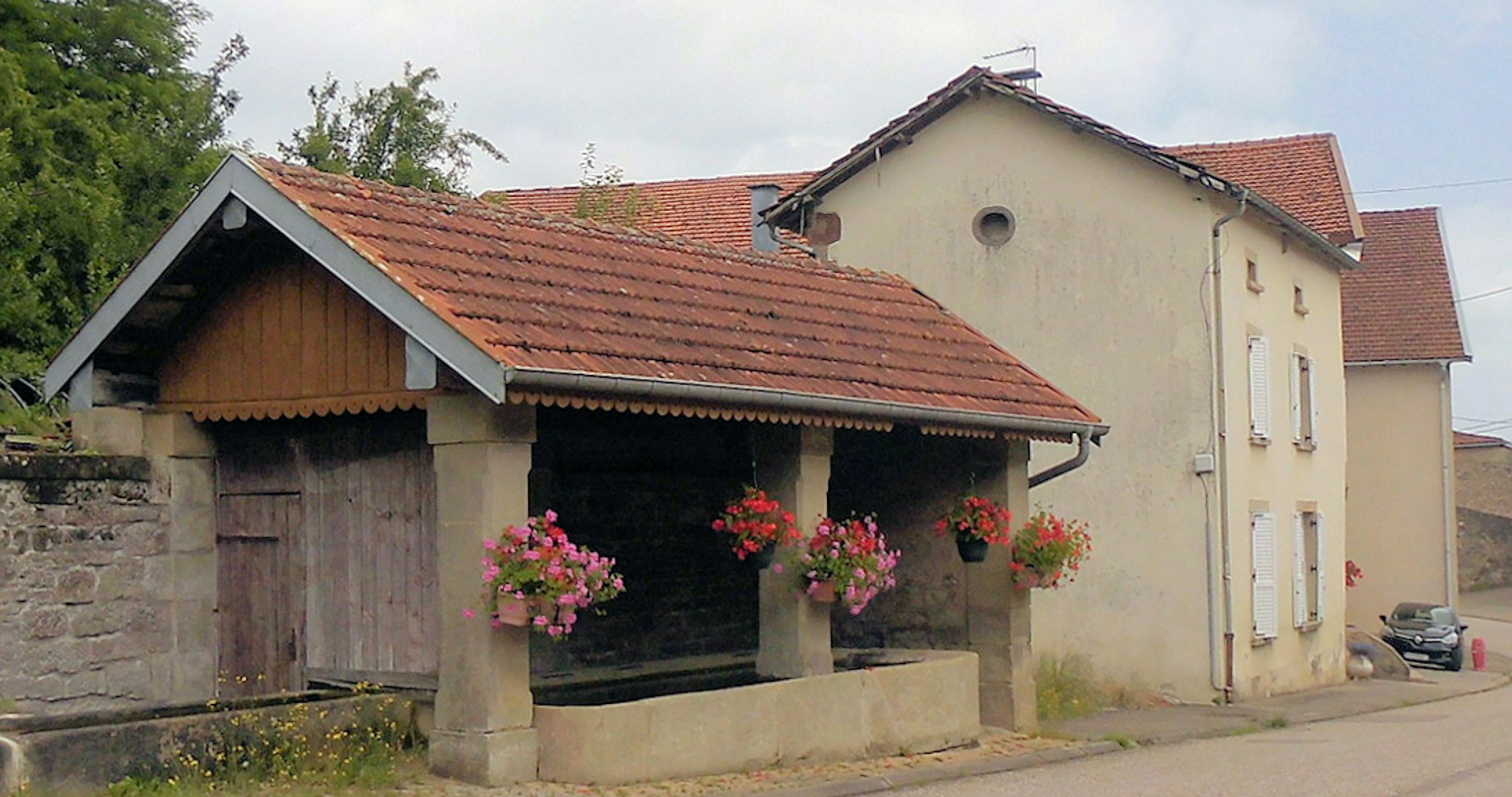
Ehemaliges Waschhaus (Lavoir)
- Brunnen

- Kirche Saint-Martin
- Ehemaliges Waschhaus

## Wirtschaft und Infrastruktur
In der Gemeinde sind acht Landwirtschaftsbetriebe ansässig (Milchwirtschaft, Rinder- und Gänsezucht).
Durch Frain führt die Fernstraße D 21 von Martigny-les-Bains nach Bleurville. 20 Kilometer westlich von Frain besteht ein Anschluss an die Autoroute A 31 von Toul nach Dijon. Der Bahnhof in der fünf Kilometer entfernten Gemeinde Martigny-les-Bains liegt an der nicht mehr im Personenverkehr bedienten Bahnstrecke Merrey–Hymont-Mattaincourt.

## Belege
1. ↑  Frain auf cassini.ehess
2. ↑  Frain auf INSEE
3. ↑  Landwirtschaftsbetriebe auf annuaire-mairie.fr (französisch)